# Les Comptoirs du Sud
Les Comptoirs du Sud est un roman de Philippe Doumenc publié en 1er septembre 1989 aux éditions du Seuil.
Les Comptoirs du Sud est distingué par le prix Renaudot, ce qui est rare pour un premier roman, avec cinq voix des jurés contre deux pour Le Burelein de Richard Jorif, une à L'Empire des livres de Pierre Bourgeade et une pour Le Livre brisé de Serge Doubrovsky.

## Résumé
L'histoire des enclaves ou comptoirs français en Méditerranée ainsi que sur la guerre d'Algérie.

## Éditions
- Les Comptoirs du Sud, éditions du Seuil, 1989,  (ISBN 978-2020108638).